# Eaux-Bonnes
Eaux-Bonnes település Franciaországban, Pyrénées-Atlantiques megyében. Lakosainak száma 203 fő (2022. január 1.). Eaux-Bonnes Béost, Laruns és Arrens-Marsous községekkel határos.

## Népesség
A település népességének változása:
| Lakosok száma | 340  | 341  | 295  | 243  | 194  | 193  | 191  | 190  | 203  |
|               | 2013 | 2015 | 2016 | 2017 | 2018 | 2019 | 2020 | 2021 | 2022 |